# Sarzana

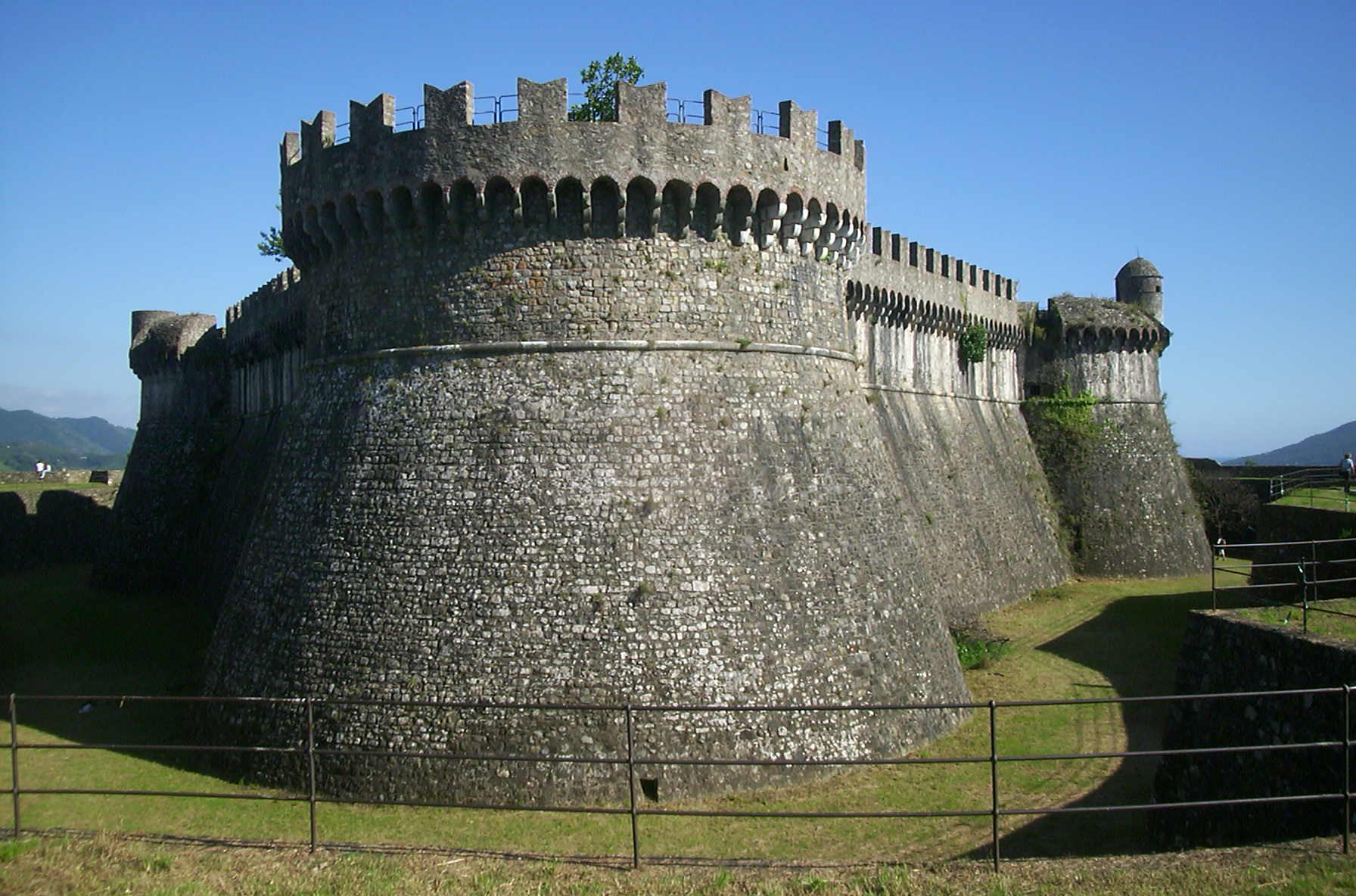
Pevnost

Sarzana je italské město v provincii Ligurie, ležící 15 km východě od města La Spezia. V roce 2011 ve městě žilo 21 730 obyvatel.
První písemná zmínka o městě pochází z roku 963. Pro svoji strategickou polohu v údolí řeky Magra často měnilo majitele: Pisa, Florencie, Janov a nakonec Sardinské království.
Nejdůležitějšími památkami města je pevnost Firmafede a katedrála Nanebevzetí Panny Marie ze 13. století.
21. července 1921 se ve městě odehrála bitva mezi místními karabiniéry a fašisty, kteří se pokusili město obsadit, ale byli odraženi. Boje si vyžádaly 14 mrtvých.

## Rodáci
- Mikuláš V. (1397–1455) – papež

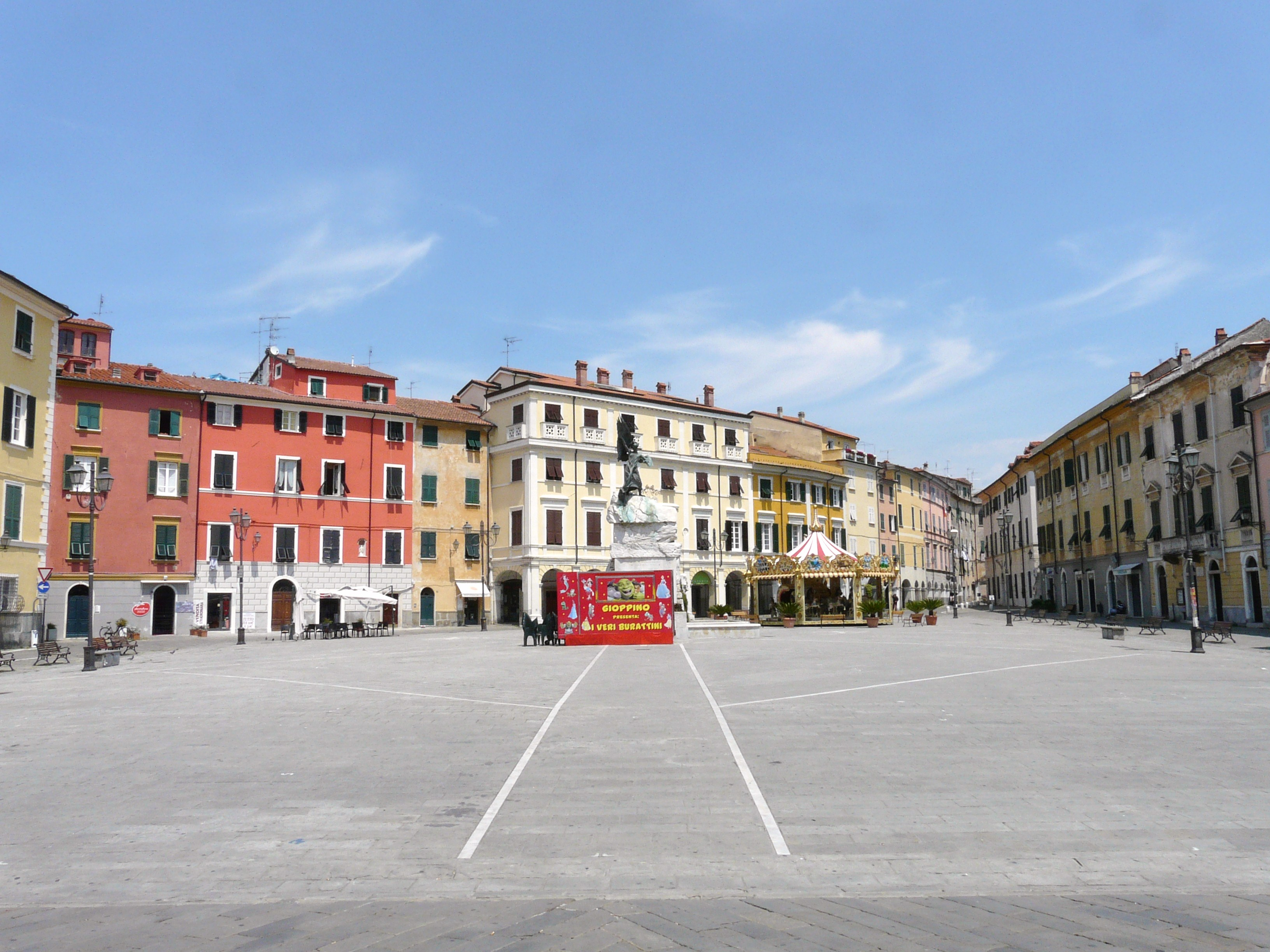
Náměstí

- Antonio Bertoloni (1775–1869) – botanik
- Rina Ketty (1911–1996) – zpěvačka

Do roku 1512, kdy se odstěhovali na Korsiku, žila ve městě rodina Buonaparte, předkové Napoleona I., ve městě se proto konají napoleonské slavnosti.

## Partnerská města
- Villefranche-de-Rouergue (Francie)
- Eger (Maďarsko)